# Сырцов, Сергей Александрович
Сергей Александрович Сырцов (род. 25 октября 1966, Наманган, Андижанская область) — советский и российский тяжелоатлет, президент Федерации тяжелой атлетики России (2010—2016). 1-й вице-президент EWF.

## Биография
Родился в семье рабочих. Отец, Александр Николаевич Сырцов, был тренером по тяжелой атлетике в местной спортивной секции. Мать, Зоя Семеновна Сырцова, работала медицинской сестрой в больнице. В семье было три сына. Старший Валерий, средний Александр и Сергей. Все сыновья были вовлечены в тяжёлую атлетику. Пришёл в тяжёлую атлетику в юном возрасте с Чепасовым Игорем Владимировичем заниматься начал под руководством своего отца Сырцова Александра Николаевича который был учителем, преподавателем урока труда, и тренером по тяжёлой атлетике, имел повреждение на правой ноге, из-за чего при ходьбе хромал. В юности проживал в городе Намангане Узбекской ССР, учился в средней школе № 48. В 1985 году стал мастером спорта СССР и вошёл в состав сборной команды юниоров.
В 1990 году переехал в город Нукус Каракалпакской АССР, куда его пригласил заслуженный тренер Узбекской ССР Вячеслав Андреевич Пак. Под его руководством Сергей выиграл чемпионат мира 1991 года в Донауэшингене (Германия) и в том же году стал чемпионом 10-й летней Спартакиады народов СССР. В 1992 году от Республики Узбекистан в составе Объединённой команды участвовал на Олимпийских играх в Барселоне, где стал серебряным призёром, уступив лишь по собственному весу (200 г). Под руководством брата талантливого тренера Александра Сырцова выиграл чемпионат мира 1994 года и занял второе место на Олимпийских играх 1996 года.
С 1992 года выступал за Ростовскую область, город Таганрог. В 1999 году переехал в Московскую область, где началась его тренерская карьера. В 1984 году поступил в Педагогический институт[какой?], который успешно окончил в 1992 году по специальности «тренер-преподаватель по тяжёлой атлетике». С конца 2002 года по 2010 год работал старшим тренером юниорской сборной России по тяжёлой атлетике.
В 1991 году присвоено звание «заслуженный мастер спорта СССР», в 1995 году присвоено звание «заслуженный мастер спорта России», в 1997 году награждён «орденом Дружбы», в 2007 году награждён Почётным знаком «За заслуги в развитии физической культуры и спорта».

## Титулы, награды, рекорды
- Серебряный призёр Олимпийских игр 1992 года в Барселоне и 1996 года в Атланте.
- Чемпион мира — 1991 и 1994 года (1991 года в составе сборной СССР, 1994 года в составе сборной России).
- Чемпион Европы — 1994 и 1995 года.
- Серебряный призёр Чемпионата Мира — 1989, 1993 и 1995 года.
- Серебряный призёр Чемпионата Европы — 1989 года.
- Победитель Игр доброй воли 1994 года.
- Установил 7 рекордов мира. Еще 3 рекорда России Сырцова превышали рекорды Мира.
- Орден Дружбы.
- Почетный знак «За заслуги в развитии физической культуры и спорта».
- Заслуженный мастер спорта СССР и России.